# Krivaja Vojnićka
Krivaja Vojnićka is een plaats in de gemeente Vojnić in de Kroatische provincie Karlovac. De plaats telt 36 inwoners (2001).